# Neidalia dognini
Neidalia dognini là một loài bướm đêm thuộc phân họ Arctiinae, họ Erebidae.